# Мис Планка

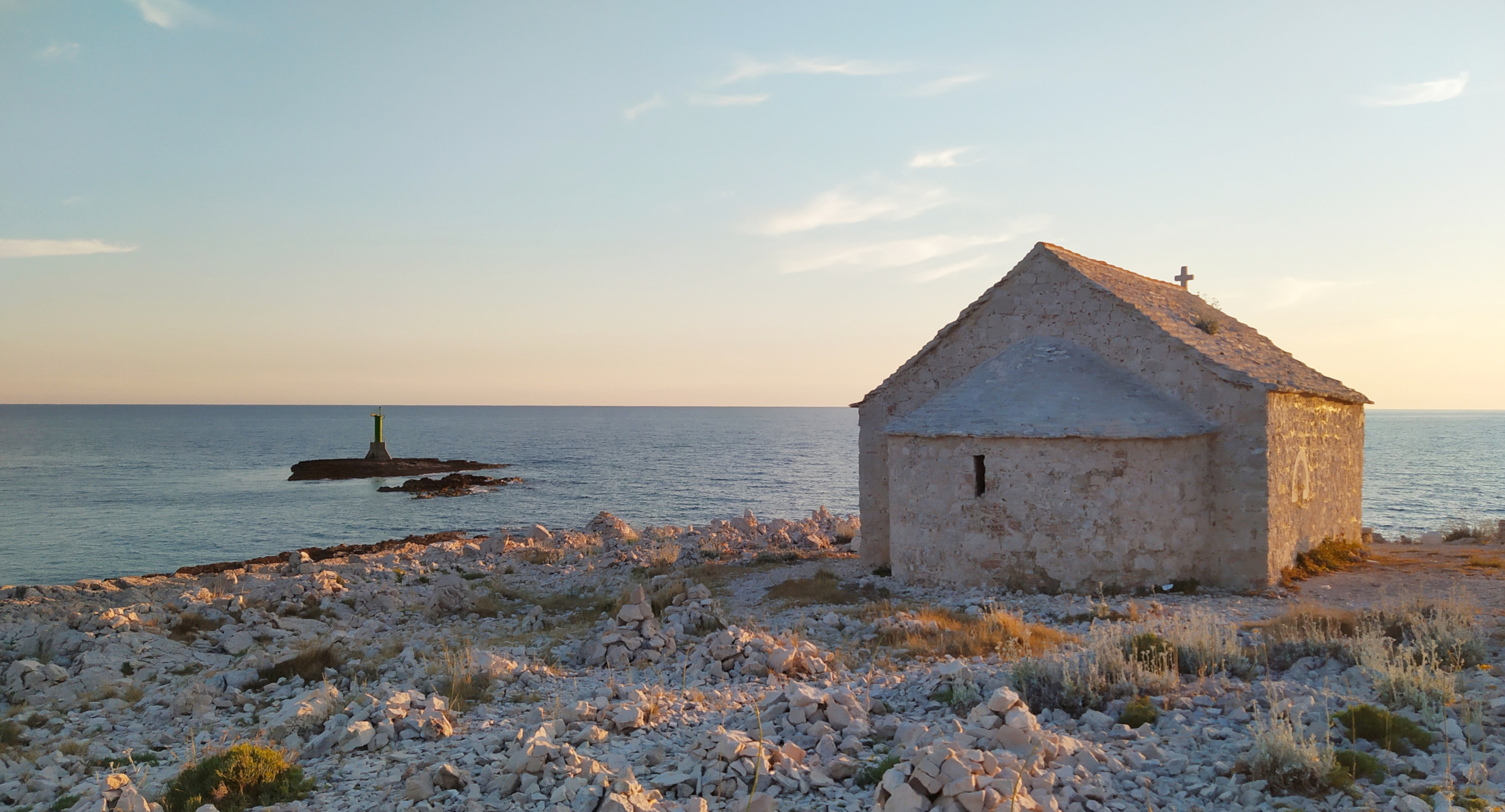
Церква, присвячена cвятому на мисі Планка

43°29′39.19″ пн. ш. 15°58′12.04″ сх. д. / 43.4942194° пн. ш. 15.9700111° сх. д.
Мис Планка (хорв. Rt Ploča, Punta Planka) — мис на хорватському узбережжі Адріатичного моря, розташований за 2 кілометри (1,2 миля) на південний схід від села Рогозниця в Шибеницько-Кнінській жупанії. Мис є найважливішою точкою суші вздовж узбережжя Далмації. Він являє собою географічний та кліматологічний кордон між північною та південною Адріатикою, що часто характеризується сильними морськими течіями та хвилями, коли погодні системи з півночі та півдня стикаються. На мисі є навігаційний бакен.
У класичній античності мис був названий на честь Діомеда, який, як кажуть, приплив до цієї точки узбережжя. Мис відомий як небезпечна навігаційна точка, і в околицях є кілька затонулих кораблів. Існує легенда про диво, яке приписують єпископу римо-католицької єпархії Трагуріума, а пізніше християнському святому, Івану Трогірському. Кажуть, що він врятував Коломана, короля Угорщини, від смерті під час корабельної аварії біля мису Планка, йдучи по поверхні моря. На честь дива на мисі в 1324 було збудовано вотивну церкву.
Мис Планка був найпівденнішою точкою східного узбережжя Адріатичного моря, обіцяною Королівству Італія Антантою під час Першої світової війни згідно з Лондонською угодою 1915 в обмін на вступ Італії у війну.